# Gegants de Sant Climent de Llobregat
Els Gegants de Sant Climent de Llobregat, són els gegants de la vila de Sant Climent de Llobregat.

## Els gegants
Els gegants de Sant Climent ven ser encarregats al taller Can Boter de Tiana, i batejats el 19 de juny de 1993, coincidint amb la primera trobada gegantera que es realitzava a la vila. Van actuar com a padrins els gegants d'Olesa de Bonesvalls. Els gegants representen a dos pagesos de la vila. El Climent, que rep el seu nom del patró del poble, Sant Climent, vesteix una armilla de pana marró a joc amb la faldilla, sobre una camisa blanca, faixa i barretina vermelles i porta un bastó que li serveix per a poder arribar a collir les cireres de les branques més altes dels cirerers. Na Roser, que rep el nom de l'Ermita del Roser, una ermita de la vila, va vestida amb una faldilla estampada, davantal i camisa negra, amb una mantellina blanca, i duu a la mà dreta un cistell ple de cireres, un dels fruits més populars que es conreen a Sant Climent de Llobregat.
El 2010 els gegants de Sant Climent, en Climent i na Roser, es van convertir en els protagonistes en la lletra d'una sardana composta pel famós compositor Antoni Casasampere i Ferrés.

## Gegantons i capgrossos
El 2001, de la mà de la família Aumedes del Taller Sarandaca de Granollers, neix la "Llúcia", un homenatge als geganters de la colla. Els més menuts en són els seus portadors. La Llúcia es caracteritza per ser una gegantona manotes, que dona “manotades” a qui s'hi apropa massa. El seu vestuari, finançat a través d'una campanya de micromecenatge, la converteix en una pagesa de finals del segle xix. Un altre gegantó és el "Situ", un personatge nascut el 2010, fet per la mateixa colla a partir d'un capgròs amb barretina.

## La Colla de Geganters i Grallers de Sant Climent de Llobregat
La "Colla de Geganters i Grallers de Sant Climent de Llobregat" és el grup d'animació local de Sant Climent de Llobregat encarregat de fer ballar els seus gegants (el Climent i na Roser) i també els seus gegantons (el Situ i na Llúcia) i capgrossos (el Sol i na Lluna). La Colla disposa d'un grup propi de grallers. Àlex García-Miguel és el president-cap de la Colla de Geganters i Grallers de Sant Climent.
El febrer de 2017 Sant Climent de Llobregat va ser nomenada "Ciutat Gegantera 2018". La proclamació comporta també, que des del 17 de juny de 2018 i fins a la celebració de la següent Ciutat Gegantera, els geganters de Sant Climent tingueren l'honor i el deure de fer ballar en 'Treball' i na 'Cultura', els gegants de Catalunya, durant els actes aprovats per la junta de l'Agrupació.